# Biathlon aux Jeux olympiques de 2018
Navigation
Sotchi 2014 Pékin 2022
Les épreuves de biathlon aux Jeux olympiques d'hiver de 2018 se tiennent du 9 février 2018 au 25 février 2018 au Centre de biathlon d'Alpensia.

## Format des épreuves
Aux Jeux de Pyeongchang, il y a onze épreuves de biathlon comme lors de l’édition précédente.
- Cinq épreuves masculines :
  - Relais 4 × 7,5 km,
  - Sprint 10 km,
  - Poursuite 12,5 km,
  - Départ Groupé 15 km,
  - Individuel 20 km
- Cinq épreuves féminines :
  - Relais 4 × 6 km,
  - Sprint 7,5 km,
  - Poursuite 10 km,
  - Départ Groupé 12,5 km,
  - Individuel 15 km
- Un relais mixte 2 × 6 + 2 × 7,5 km.

### Relais
Le relais est une épreuve par équipe nationale. Chacune est composée de quatre biathlètes effectuant chacun deux séances de tir, en position couché puis debout. Mais exceptionnellement, les biathlètes disposent de huit balles pour abattre cinq cibles : en plus du traditionnel chargeur de cinq balles, les trois balles supplémentaires, appelées « pioches », doivent être chargées manuellement dans la carabine, ce qui fait perdre beaucoup de temps par rapport à un tir propre. Si malgré tout une cible n'est pas abattue avec le total des balles possibles, le biathlète effectue un tour de pénalité de 150 m par cible non basculée. Chez les hommes, chaque biathlète parcourt 7,5 km tandis que chez les femmes, chaque biathlète parcourt 6 km.

### Sprint
Le sprint est une épreuve contre-la-montre où le biathlète effectue son parcours sans se soucier des autres concurrents. Au départ, les biathlètes s'élancent toutes les 30 secondes pour un parcours de 7,5 km (3 tours d’une boucle de 2,5 km) pour les femmes et de 10 km (3 tours d’une boucle de 3,3 km) pour les hommes. Le parcours passe à deux reprises sur le pas de tir, où 5 cibles sont à abattre avec autant de balles, la première fois en position couché, la seconde en position debout. Un tour de pénalité de 150 m par échec est ajouté au parcours du biathlète, ce qui correspond environ à une bonne vingtaine de secondes perdues. Une fois que tous les biathlètes en ont terminé, celui qui a réalisé le meilleur temps remporte l'épreuve.

### Poursuite
La poursuite fait suite au sprint. Les résultats de ce dernier déterminent l'ordre et les écarts au départ de cette course en ligne à handicap où le vainqueur est celui qui franchit le premier la ligne d'arrivée. Participent à cette course uniquement les 60 premiers biathlètes classés du sprint, un biathlète forfait ne peut donc pas être remplacé. Le vainqueur du sprint s'élance ainsi le premier suivi de son dauphin et des autres biathlètes en suivant les écarts établis à l'issue du sprint, arrondis à la seconde. Si un biathlète ne respecte pas son temps de départ et s'élance trop tôt, il est sanctionné de 30 secondes de pénalité. La course féminine se déroule sur une distance de 10 km (5 tours d’une boucle de 2 km) et l'épreuve masculine sur une distance de 12,5 km (5 tours d’une boucle de 2,5 km). Quatre séances de tir (les deux premières en position couché et les deux dernières en position debout) sont proposées aux sportifs, une erreur étant sanctionnée d'un tour de pénalité de 150 m.

### Mass start
Participent à cette épreuve trente biathlètes (les mieux classés aux trois autres épreuves individuelles et au classement de la coupe du monde). Le format de la mass-start est très proche de celui de la poursuite. Il s'agit comme cette dernière d'une course en ligne à 4 passages sur le pas de tir (couché-couché-debout-debout) avec boucle de pénalité de 150 m par cible manquée. Seuls diffèrent d'une part le mode de départ (sur une mass start tous les biathlètes s'élancent au même moment, d'où le nom de l'épreuve, mass-start = départ en masse ou départ groupé) et d'autre part la distance qui est plus longue au total de 2,5 km, que ce soit pour les hommes (15 km) ou pour les femmes (12,5 km), soit 500 m de plus par tour de piste que sur une poursuite. Le gagnant de l’épreuve est celui qui franchit la ligne d’arrivée en premier.

### Individuel
L'individuel est l'épreuve originelle du biathlon. Elle consiste en un contre-la-montre où toute erreur au tir est sanctionnée d'une minute de pénalité ajoutée immédiatement au temps de l'athlète. Cette épreuve, la plus longue – 15 km (5 tours de piste de 3 km) pour les femmes et 20 km (5 tours de piste de 4 km) pour les hommes – compte quatre séances de tir, successivement en position couché, debout, couché et debout. Une fois que tous les biathlètes en ont terminé, celui qui est crédité du meilleur temps remporte l'épreuve.

## Calendrier
| Heure | Horaire local de l'épreuve (UTC +9) Heure de Paris (UTC +1) |

| Épreuves ou évènements               | Épreuves ou évènements               | Journées de compétition | Journées de compétition | Journées de compétition | Journées de compétition | Journées de compétition | Journées de compétition | Journées de compétition | Journées de compétition | Journées de compétition | Journées de compétition | Journées de compétition | Journées de compétition | Journées de compétition | Journées de compétition | Journées de compétition | Journées de compétition | Journées de compétition | Journées de compétition |
| Épreuves ou évènements               | Épreuves ou évènements               | J                       | V                       | S                       | D                       | L                       | M                       | M                       | J                       | V                       | S                       | D                       | L                       | M                       | M                       | J                       | V                       | S                       | D                       |
| Épreuves ou évènements               | Épreuves ou évènements               | 8                       | 9                       | 10                      | 11                      | 12                      | 13                      | 14                      | 15                      | 16                      | 17                      | 18                      | 19                      | 20                      | 21                      | 22                      | 23                      | 24                      | 25                      |
| Épreuves ou évènements               | Épreuves ou évènements               | Février 2018            |                         |                         |                         |                         |                         |                         |                         |                         |                         |                         |                         |                         |                         |                         |                         |                         |                         |
| Cérémonies d'ouverture et de clôture | Cérémonies d'ouverture et de clôture |                         | •                       |                         |                         |                         |                         |                         |                         |                         |                         |                         |                         |                         |                         |                         |                         |                         | •                       |
|                                      |                                      |                         |                         |                         |                         |                         |                         |                         |                         |                         |                         |                         |                         |                         |                         |                         |                         |                         |                         |
| Hommes                               |                                      |                         |                         |                         |                         |                         |                         |                         |                         |                         |                         |                         |                         |                         |                         |                         |                         |                         |                         |
| Individuel (20 km)                   |                                      |                         |                         |                         |                         |                         |                         | 20:20 12:20             |                         |                         |                         |                         |                         |                         |                         |                         |                         |                         |                         |
| Sprint (10 km)                       |                                      |                         |                         | 20:15 12:15             |                         |                         |                         |                         |                         |                         |                         |                         |                         |                         |                         |                         |                         |                         |                         |
| Poursuite (12,5 km)                  |                                      |                         |                         |                         | 21:00 13:00             |                         |                         |                         |                         |                         |                         |                         |                         |                         |                         |                         |                         |                         |                         |
| Mass Start (15 km)                   |                                      |                         |                         |                         |                         |                         |                         |                         |                         |                         | 20:15 12:15             |                         |                         |                         |                         |                         |                         |                         |                         |
| Relais (4×7,5 km)                    |                                      |                         |                         |                         |                         |                         |                         |                         |                         |                         |                         |                         |                         |                         |                         | 20:15 12:15             |                         |                         |                         |
|                                      |                                      |                         |                         |                         |                         |                         |                         |                         |                         |                         |                         |                         |                         |                         |                         |                         |                         |                         |                         |
| Femmes                               |                                      |                         |                         |                         |                         |                         |                         |                         |                         |                         |                         |                         |                         |                         |                         |                         |                         |                         |                         |
| Individuel (15 km)                   |                                      |                         |                         |                         |                         |                         |                         | 17:15 09:15             |                         |                         |                         |                         |                         |                         |                         |                         |                         |                         |                         |
| Sprint (7,5 km)                      |                                      |                         | 20:15 12:15             |                         |                         |                         |                         |                         |                         |                         |                         |                         |                         |                         |                         |                         |                         |                         |                         |
| Poursuite (10 km)                    |                                      |                         |                         |                         | 19:10 11:10             |                         |                         |                         |                         |                         |                         |                         |                         |                         |                         |                         |                         |                         |                         |
| Mass Start (12,5 km)                 |                                      |                         |                         |                         |                         |                         |                         |                         |                         | 20:15 12:15             |                         |                         |                         |                         |                         |                         |                         |                         |                         |
| Relais (4×6 km)                      |                                      |                         |                         |                         |                         |                         |                         |                         |                         |                         |                         |                         |                         |                         | 20:15 12:15             |                         |                         |                         |                         |
|                                      |                                      |                         |                         |                         |                         |                         |                         |                         |                         |                         |                         |                         |                         |                         |                         |                         |                         |                         |                         |
| Mixte                                | Relais (2×6 km + 2×7,5 km)           |                         |                         |                         |                         |                         |                         |                         |                         |                         |                         |                         |                         | 20:15 12:15             |                         |                         |                         |                         |                         |
|                                      |                                      |                         |                         |                         |                         |                         |                         |                         |                         |                         |                         |                         |                         |                         |                         |                         |                         |                         |                         |

## Médaillés

### Hommes
| Épreuve                                   | Or                                                                             | Or                | Argent                                                                                 | Argent            | Bronze                                                                | Bronze            |
| ----------------------------------------- | ------------------------------------------------------------------------------ | ----------------- | -------------------------------------------------------------------------------------- | ----------------- | --------------------------------------------------------------------- | ----------------- |
| Individuel (20 km) résultats détaillés    | Johannes Thingnes Bø (NOR)                                                     | 48 min 3 s 8      | Jakov Fak (SLO)                                                                        | 48 min 9 s 3      | Dominik Landertinger (AUT)                                            | 48 min 18 s 0     |
| Sprint (10 km) résultats détaillés        | Arnd Peiffer (GER)                                                             | 23 min 38 s 8     | Michal Krčmář (CZE)                                                                    | 23 min 43 s 2     | Dominik Windisch (ITA)                                                | 23 min 46 s 5     |
| Poursuite (12,5 km) résultats détaillés   | Martin Fourcade (FRA)                                                          | 32 min 51 s 7     | Sebastian Samuelsson (SWE)                                                             | 33 min 3 s 7      | Benedikt Doll (GER)                                                   | 33 min 6 s 8      |
| Départ groupé (15 km) résultats détaillés | Martin Fourcade (FRA)                                                          | 35 min 47 s 3     | Simon Schempp (GER)                                                                    | 35 min 47 s 3     | Emil Hegle Svendsen (NOR)                                             | 35 min 58 s 5     |
| Relais (4 × 7,5 km) résultats détaillés   | Suède- Peppe Femling - Jesper Nelin - Sebastian Samuelsson - Fredrik Lindström | 1 h 15 min 16 s 5 | Norvège- Lars Helge Birkeland - Tarjei Bø - Johannes Thingnes Bø - Emil Hegle Svendsen | 1 h 16 min 12 s 0 | Allemagne- Erik Lesser - Benedikt Doll - Arnd Peiffer - Simon Schempp | 1 h 17 min 23 s 6 |

### Femmes
| Épreuve                                     | Or                                                                                    | Or               | Argent                                                             | Argent            | Bronze                                                                         | Bronze            |
| ------------------------------------------- | ------------------------------------------------------------------------------------- | ---------------- | ------------------------------------------------------------------ | ----------------- | ------------------------------------------------------------------------------ | ----------------- |
| Individuel (15 km) résultats détaillés      | Hanna Öberg (SWE)                                                                     | 41 min 7 s 2     | Anastasia Kuzmina (SVK)                                            | 41 min 31 s 9     | Laura Dahlmeier (GER)                                                          | 41 min 48 s 4     |
| Sprint (7,5 km) résultats détaillés         | Laura Dahlmeier (GER)                                                                 | 21 min 6 s 2     | Marte Olsbu (NOR)                                                  | 21 min 30 s 4     | Veronika Vítková (CZE)                                                         | 21 min 32 s 0     |
| Poursuite (10 km) résultats détaillés       | Laura Dahlmeier (GER)                                                                 | 30 min 53 s 3    | Anastasia Kuzmina (SVK)                                            | 31 min 4 s 7      | Anaïs Bescond (FRA)                                                            | 31 min 4 s 9      |
| Départ groupé (12,5 km) résultats détaillés | Anastasia Kuzmina (SVK)                                                               | 35 min 23 s 0    | Darya Domracheva (BLR)                                             | 35 min 41 s 8     | Tiril Eckhoff (NOR)                                                            | 35 min 50 s 7     |
| Relais (4 × 6 km) résultats détaillés       | Biélorussie- Nadezhda Skardino - Iryna Kryuko - Dzinara Alimbekava - Darya Domracheva | 1 h 12 min 3 s 4 | Suède- Linn Persson - Mona Brorsson - Anna Magnusson - Hanna Öberg | 1 h 12 min 14 s 1 | France- Anaïs Chevalier - Marie Dorin-Habert - Justine Braisaz - Anaïs Bescond | 1 h 12 min 21 s 0 |

### Mixte
| Épreuve                                         | Or                                                                             | Or               | Argent                                                                            | Argent           | Bronze                                                                   | Bronze          |
| ----------------------------------------------- | ------------------------------------------------------------------------------ | ---------------- | --------------------------------------------------------------------------------- | ---------------- | ------------------------------------------------------------------------ | --------------- |
| Relais (2 × 6 + 2 × 7,5 km) résultats détaillés | France- Marie Dorin-Habert - Anaïs Bescond - Simon Desthieux - Martin Fourcade | 1 h 8 min 34 s 3 | Norvège- Marte Olsbu - Tiril Eckhoff - Johannes Thingnes Bø - Emil Hegle Svendsen | 1 h 8 min 55 s 2 | Italie- Lisa Vittozzi - Dorothea Wierer - Lukas Hofer - Dominik Windisch | 1 h 9 min 1 s 2 |

## Tableau des médailles
| Rang | Pays        | Médaille d'or, Jeux olympiques | Médaille d'argent, Jeux olympiques | Médaille de bronze, Jeux olympiques | Total |
| 1    | Allemagne   | 3                              | 1                                  | 3                                   | 7     |
| 2    | France      | 3                              | 0                                  | 2                                   | 5     |
| 3    | Suède       | 2                              | 2                                  | 0                                   | 4     |
| 4    | Norvège     | 1                              | 3                                  | 2                                   | 6     |
| 5    | Slovaquie   | 1                              | 2                                  | 0                                   | 3     |
| 6    | Biélorussie | 1                              | 1                                  | 0                                   | 2     |
| 7    | Tchéquie    | 0                              | 1                                  | 1                                   | 2     |
| 8    | Slovénie    | 0                              | 1                                  | 0                                   | 1     |
| 9    | Italie      | 0                              | 0                                  | 2                                   | 2     |
| 10   | Autriche    | 0                              | 0                                  | 1                                   | 1     |